# Buchs (Argovie)
Pour les articles homonymes, voir Buchs.
Buchs est une commune suisse du canton d'Argovie, située dans le district d'Aarau.

Vue aérienne (1953)

## Population
Buchs compte 8 319 habitants au 31 décembre 2022 pour une densité de population de 1 561 hab/km2. Sur la période 2010-2019, sa population a augmenté de 13,8 % (canton : 12,2 % ; Suisse : 9,4 %). Au 31 décembre 2021, l’agglomération de Buchs compte 29 346 habitants. 